# Vụ nam sinh lớp 10 tự tử tại Hà Nội tháng 4 năm 2022
Vào khoảng 3:30 sáng ngày 1 tháng 4 năm 2022 theo giờ Việt Nam, một nam sinh lớp 10 đã tử vong sau khi tự tử bằng cách nhảy từ tầng 28 của một tòa nhà chung cư tại phường Phú La, quận Hà Đông, Hà Nội xuống, đi kèm theo đó là bức thư tuyệt mệnh. Đoạn video ghi lại quá trình tự tử qua CCTV cùng nội dung lá thư tuyệt mệnh của cậu ngay lập tức bị phát tán lan truyền khắp các diễn đàn mạng xã hội. Vụ việc sau khi xảy ra đã tạo nên làn sóng tranh cãi lớn trong dư luận, đồng thời cũng gây ra những ý kiến trái chiều về việc chia sẻ video tự tử của nam sinh khi nhận về nhiều lượt tương tác và chia sẻ.

## Diễn biến và điều tra
Vào khoảng 3:30 sáng ngày 1 tháng 4 năm 2022 theo giờ Việt Nam, một vụ tự tử từ tầng 28 của tòa nhà chung cư Văn Phú Victoria tại phường Phú La, quận Hà Đông, thành phố Hà Nội đã xảy ra. Đến 4:15 cùng ngày, Công an phường Phú La nhận tin về vụ việc, theo đó một nam sinh đã trèo qua ban công căn hộ nhà mình ở tầng 28 rồi nhảy xuống tự tử. Sau khi nhận được thông tin, công an cùng các lực lượng chức năng đã có mặt tại hiện trường để phong tỏa, điều tra và làm rõ nguyên nhân vụ việc.
Nạn nhân trong vụ việc được xác định là một nam sinh sinh năm 2006, đang học lớp 10 tại Trường Trung học phổ thông chuyên Hà Nội – Amsterdam. Theo Cơ quan công an, nạn nhân trước đó đã có biểu hiện bị bệnh trầm cảm. Hình ảnh từ đoạn video cho thấy trong phòng lúc xảy ra sự việc có hai cha con. Trước khi nam sinh ra ban công, hai người có trao đổi nội dung liên quan đến học tập. Một lúc sau, cậu mở cửa ra ngoài ban công, dặn bố đọc bức thư để lại trên bàn. Trong lúc người bố đang đọc, nam sinh đã leo lên thành lan can rồi nhảy xuống.
Sau khi các thủ tục khám nghiệm tử thi hoàn tất, thi thể của nạn nhân đã được bàn giao cho gia đình lo hậu sự. Sở Giáo dục và Đào tạo thành phố Hà Nội cũng ra quyết định yêu cầu nhà trường của nam sinh đang theo học phối hợp tìm hiểu sự việc, đồng thời lo hậu sự cho học sinh.

## Hệ quả
Ngay sau khi vụ tự tử xảy ra, đoạn video ghi lại cảnh nam sinh nhảy lầu qua CCTV dài 7 phút cùng nội dung lá thư tuyệt mệnh được cho là của cậu bị phát tán và lan truyền khắp các diễn đàn mạng xã hội.
Vào ngày 2 tháng 4 năm 2022, Cục Phát thanh, Truyền hình và Thông tin điện tử, Bộ Thông tin và Truyền thông Việt Nam đã gửi yêu cầu cho các nhà cung cấp nền tảng mạng xã hội xuyên biên giới rà soát, gỡ bỏ video liên quan đến sự việc vì xâm phạm quyền riêng tư của nạn nhân. Công an thành phố Hà Nội cũng chỉ đạo các lực lượng nghiệp vụ thuộc Công an thành phố phối hợp cùng Công an quận Hà Đông truy tìm người phát tán clip và bức thư gửi bố mẹ của nam sinh để xử lý theo quy định pháp luật.

## Phản ứng
Vụ việc sau khi xảy ra đã tạo nên một làn sóng tranh cãi lớn trong dư luận. Trên các diễn đàn mạng xã hội, những video ghi lại cảnh nhảy lầu và bức thư của nam sinh đã nhận về hàng trăm nghìn lượt tương tác và chia sẻ. Một số tờ báo, trang tin điện tử sau đó cũng trích dẫn lại hình ảnh từ video. Điều này nhanh chóng gây ra những ý kiến trái chiều từ cư dân mạng. Nhiều người cho rằng việc đăng tải video có tác dụng như là một lời cảnh tỉnh cho cha mẹ, trong khi các ý kiến khác lại phản đối vì nó "cắt sâu thêm vào vết thương lòng cho những người ở lại", đồng thời cũng yêu cầu phải gỡ bỏ những video trên với lý do vi phạm quy định tại Khoản 2, Điều 32 Bộ luật Dân sự. Một tài khoản được cho là của cô ruột nam sinh sau đó đã lên tiếng "van xin" cộng đồng mạng ngừng chia sẻ clip ghi lại sự việc và khuyên rằng "[hãy] lấy nỗi đau này làm bài học để cảnh tỉnh chính mình [...] để mọi chuyện đừng đau đớn thêm nữa".
Công an thành phố Hà Nội nhìn nhận vụ việc là "đau lòng" và cho biết việc phát tán clip cùng bức thư tuyệt mệnh của nam sinh lên mạng sẽ gây ảnh hưởng nặng nề đến những người thân của nạn nhân. Mục phóng sự của bản tin Việt Nam hôm nay phát trên kênh VTV1 ngày 2 tháng 4 đã đến ghi hình tại lớp học của nam sinh, cho thấy những người bạn của cậu viết thư gửi lời tâm sự và gấp những hoa sen trắng. Hiệu trưởng của trường cũng lên tiếng kêu gọi mọi người ngừng quy kết trách nhiệm cho các bên liên quan vì "chúng ta cần tiếp tục phải sống, phải tiếp tục động viên gia đình" và cho rằng những hành động quy kết này "không mang tính nhân văn".
Báo Công luận cho biết vụ việc đã khiến nhiều phụ huynh lo ngại về áp lực thành tích học tập có thể gây tác động tiêu cực đối với trẻ em, đồng thời cũng kêu gọi những phụ huynh khác "thôi coi con cái như trang sức, thành tích của con cái như tấm huy chương cho mình". Bài viết trên báo Tiền phong thì nhận định vụ việc xảy ra do thiếu sự quan tâm đúng mức về mặt tâm lý của cha mẹ với con cái cũng như cho rằng việc thiếu nhận thức từ xã hội đã khiến các em phải "cô độc" chống chọi với bệnh tâm lý và thậm chí là "đầu hàng với cuộc sống". RFA đánh giá vụ việc đã trở thành xu hướng trong bối cảnh nhiều vụ tự tử của học sinh vì bế tắc trong cuộc sống và học tập đang gia tăng, ngoài ra cũng đề xuất mỗi trường học nên có một người tư vấn tâm lý để lắng nghe, chia sẻ và giải quyết khúc mắc của học sinh. Trả lời phỏng vấn với báo Dân trí, nguyên giám đốc Trung tâm Điều tra dư luận xã hội, Viện Hàn lâm Khoa học xã hội Việt Nam, Phó Giáo sư, Tiến sĩ Trịnh Hòa Bình đã chỉ trích những người tiếp tay lan truyền đoạn clip và bức thư tuyệt mệnh của nam sinh, đồng thời gọi những hành động này là "vô cảm", "tàn ác" và "bất nhẫn". Bài podcast của báo VietnamPlus cũng nói rằng "chỉ cần một cú nhấp chuột, chúng ta đã "click" vào nút "share" trên mạng ảo, mà vô tình quên đi hệ lụy của nó [...] mà những người có liên quan đang và sẽ phải gánh chịu".